# Volvarina
Volvarina é um género de gastrópode  da família Marginellidae.
Este género contém as seguintes espécies:
- Volvarina adela (Thiele, 1925)
- Volvarina adrianadiae Cossignani, 2006
- Volvarina affinis (Reeve, 1865)
- Volvarina agatha Laseron, 1957
- Volvarina albescens (Hutton, 1873)
- Volvarina albolineata (d'Orbigny, 1842)
- Volvarina alcoladoi Espinosa & Ortea, 1998
- Volvarina aldeynzeri Cossignani, 2005
- Volvarina alejandroi Espinosa, Ortea & Moro, 2009
- Volvarina ameliensis (Tomlin, 1917)
- Volvarina ampelusica Monterosato, 1906
- Volvarina amphorale (de Souza, 1992)
- Volvarina angolensis (Odhner, 1923)
- Volvarina angustata (G.B. Sowerby, 1846)
- Volvarina ardovinii Cossignani, 1997
- Volvarina armonica Cossignani, 1997
- Volvarina atabey Espinosa, Ortea & Moro, 2009
- Volvarina attenuata (Reeve, 1865)
- Volvarina augerea Laseron, 1957
- Volvarina avena (Kiener, 1834)
- Volvarina avenella (Dall, 1881)
- Volvarina baenai Espinosa & Ortea, 2003
- Volvarina bahiensis (Tomlin, 1917)
- Volvarina banesensis Espinosa & Ortea, 1999
- Volvarina bavecchii Cossignani, 2006
- Volvarina bayeri Gracia & Boyer, 2004
- Volvarina bazini Jousseaume, 1875
- Volvarina bessei Boyer, 2001
- Volvarina betyae Espinosa & Ortea, 1998
- Volvarina bevdeynzerae Cossignani, 2005
- Volvarina bilineata (Krauss, 1848)
- Volvarina boyeri Moreno & Burnay, 1999
- Volvarina brasiliana Boyer, 2000
- Volvarina bullula (Reeve, 1865)
- Volvarina cachoi Espinosa & Ortea, 1997
- Volvarina capensis (Krauss, 1848)
- Volvarina carmelae Espinosa & Ortea, 1998
- Volvarina ceciliae Espinosa & Ortea, 1999
- Volvarina cernita (Locard, 1897)
- Volvarina charbarensis (Melvill, 1897)
- Volvarina cleo (Bartsch, 1915)